# Nothobartsia asperrima
Nothobartsia asperrima är en snyltrotsväxtart som först beskrevs av Heinrich Friedrich Link, och fick sitt nu gällande namn av Benedí och Herrero. Nothobartsia asperrima ingår i släktet Nothobartsia och familjen snyltrotsväxter. Inga underarter finns listade i Catalogue of Life.